# Edward Bernays
Edward Louis Bernays, ameriški pionir na področju odnosov z javnostmi, * 22. november 1891, Dunaj, Avstrija, † 9. marec 1995, Cambridge, Massachusetts, ZDA.
Poznan je kot "oče odnosov z javnostmi". Združil je ideje Gustava Le Bona in Wilfreda Trotterja s področja množične psihologije s psihoanalitičnimi idejami svojega strica Sigmunda Freuda. Bernays je bil po mnenju revije Life eden izmed 100 najbolj vplivnih Američanov 20. stoletja.

## Izbrana bibliografija
- Propaganda, (1928)
- Public relations, (1945)
- Engineering of consent, (1955) (soavtor)